# 维维耶 (阿韦龙省)
维维耶（法語：Viviez，法語發音：[vivje]）是法国阿韦龙省的一个市镇，位于该省西北部，属于鲁埃格自由城区和德卡兹维尔市镇公共社区，其市镇面积为6.53平方公里，2022年1月1日时人口数量为1,214人。
维维耶是德卡兹维尔市镇公共社区的组成部分。

## 行政
维维耶的邮政编码为12110，INSEE市镇编码为12305。
法国国家统计与经济研究所（简称）在进行数据统计时，将维维耶及相邻的另外4个市镇设为德卡兹维尔城市核心区，并将包括核心区在内的周边共9个市镇划为德卡兹维尔城市区。

## 地理

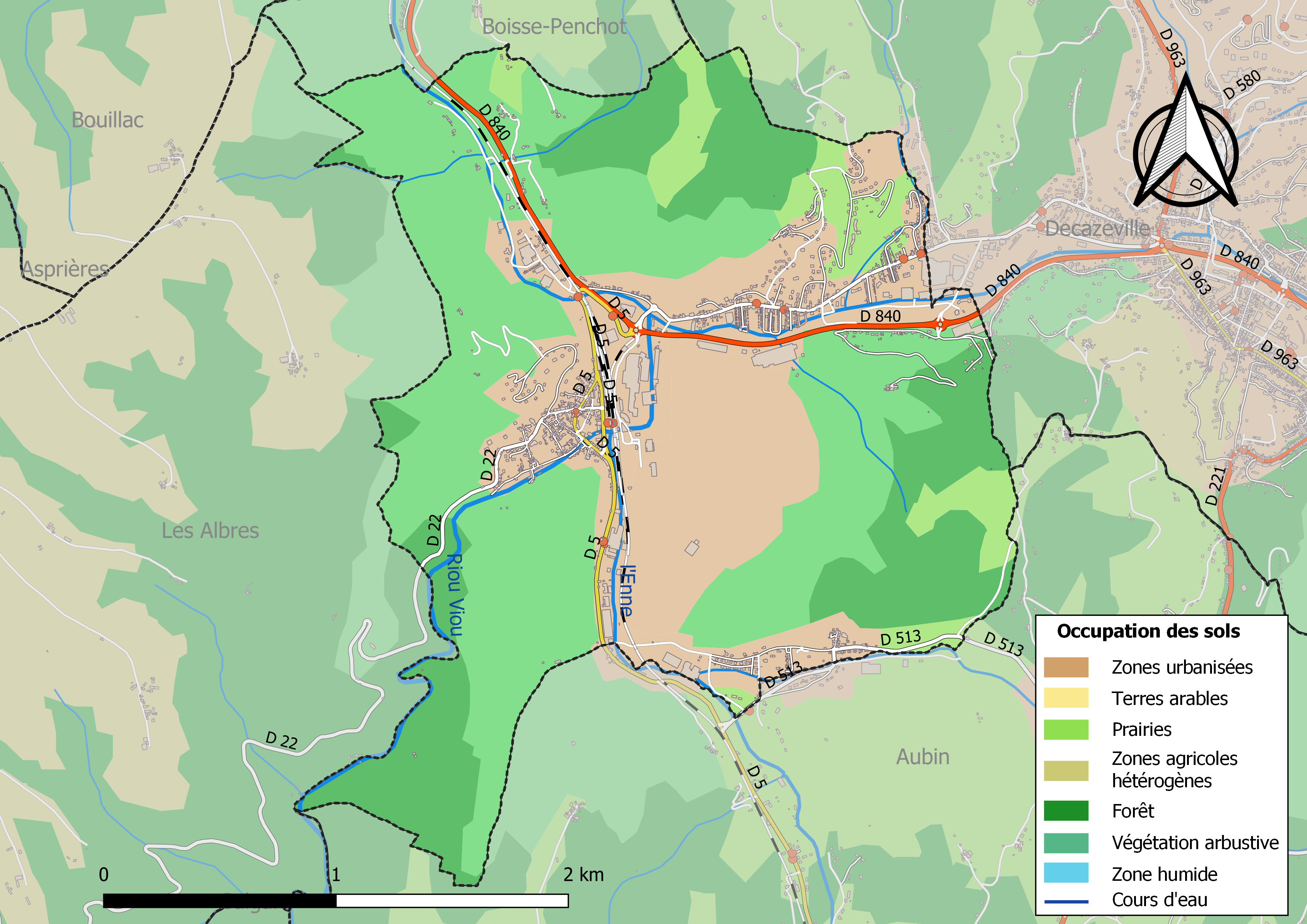
维维耶土地利用地图

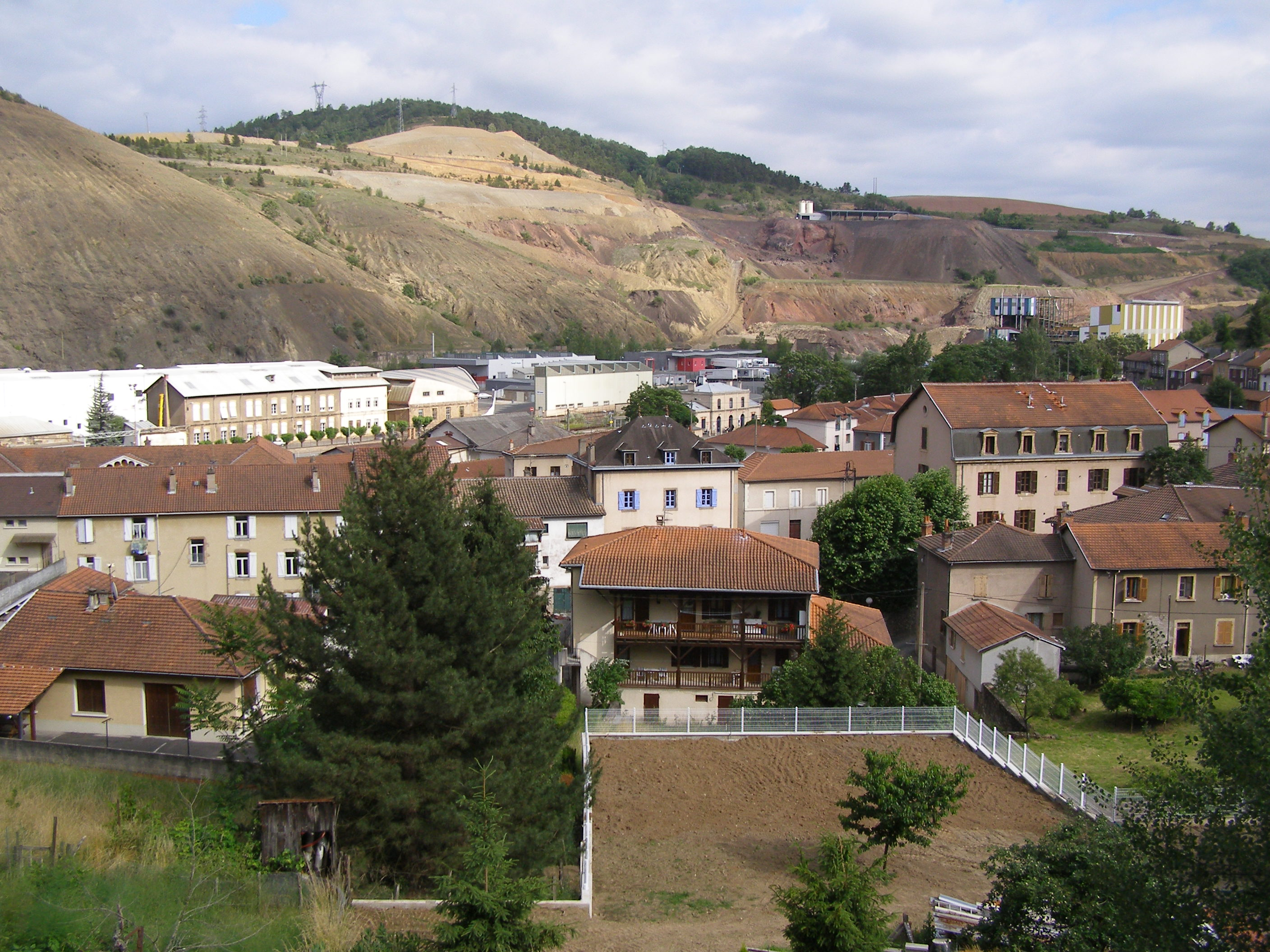
维维耶镇中心

维维耶（44°33'23"N, 2°12'57"E）位于法国南部偏西，奥克西塔尼大区北部和阿韦龙省西北部。
与维维耶接壤的市镇包括：莱萨尔布、欧班、布瓦斯庞绍、德卡兹维尔。
里乌莫尔河流经维维耶境内，属于加龙河流域。境内以丘陵为主，镇中心地势相对平坦。
按照柯本气候分类法，维维耶属于带有山地特征的温带海洋性气候，全年温差较小，降水分布均匀。

## 历史
维维耶历史上长期为一普通村落，中世纪出现教堂，法国大革命后成为一个市镇。

## 交通
阿韦龙省省道D5线、D22线和D840线经过维维耶境内。卡普德纳克－罗德兹铁路经过维维耶并设有维维耶-德卡兹维尔站，该站停靠往返于罗德兹和布里夫拉盖亚尔德之间的区域列车，另每天停靠一班往返于罗德兹和巴黎之间的夜班列车。

## 政治
现任维维耶市长为让-路易·德努瓦先生（Jean-Louis Denoit）。

## 人口
| 年份   | 1936  | 1946  | 1954  | 1962  | 1968  | 1975  | 1982  | 1990  | 1999  | 2005  | 2010  | 2015  | 2018  |
| ------ | ----- | ----- | ----- | ----- | ----- | ----- | ----- | ----- | ----- | ----- | ----- | ----- | ----- |
| 人口數 | 2,917 | 2,961 | 3,165 | 2,974 | 2,650 | 2,162 | 1,889 | 1,662 | 1,502 | 1,427 | 1,375 | 1,276 | 1,258 |

## 社会
维维耶奥林匹克未来俱乐部（Avenir Olympique de Viviez）是当地的一支橄榄球队，2020至2021赛季参加地方性的橄榄球联赛。

## 景观

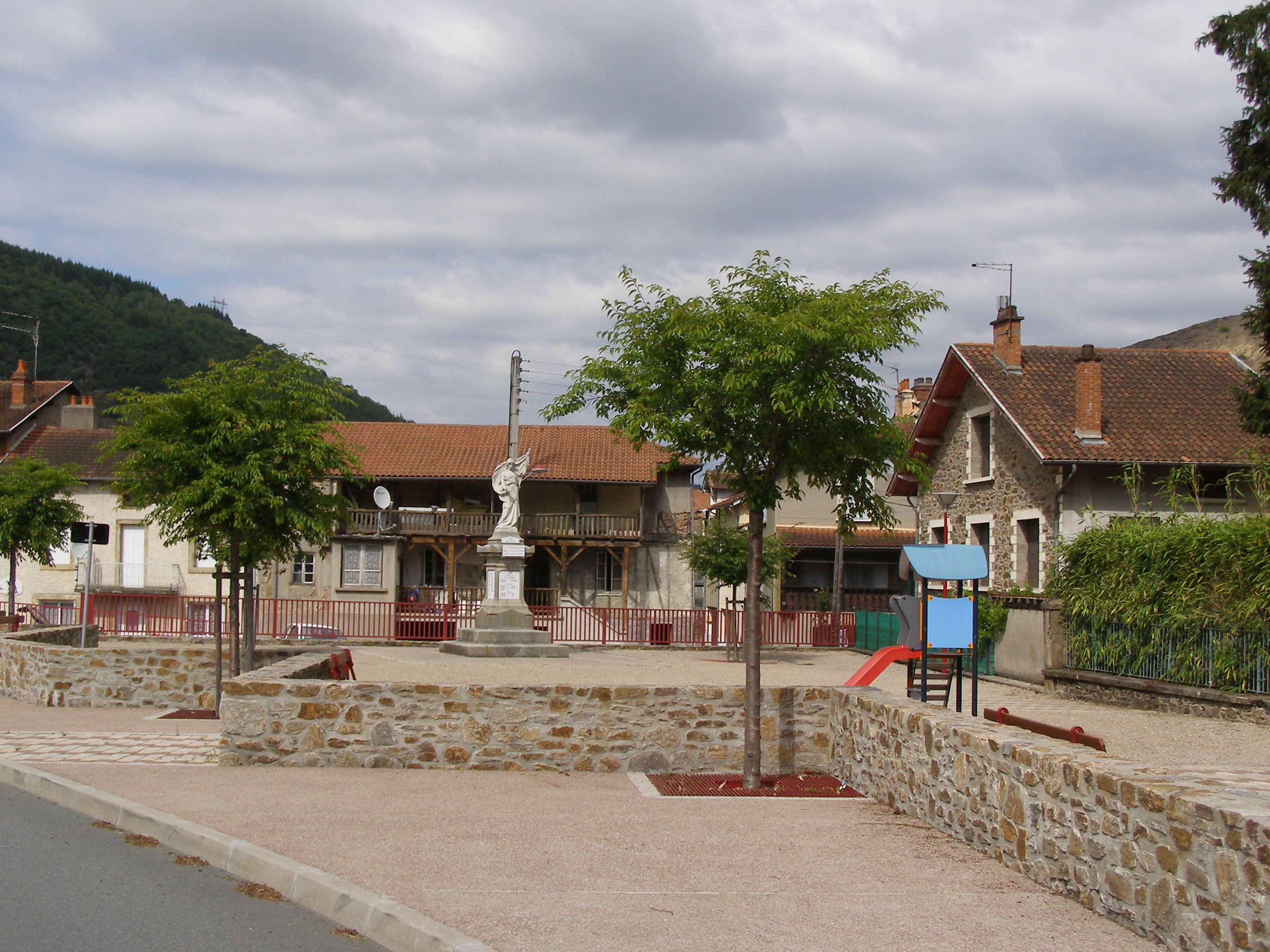
维维耶镇中心的一处广场

维维耶境内有一处教堂。

## 相关人物
法国历史学家让-奥古斯特·布吕塔伊出生于维维耶。